# دهستان الوند (خرمدره)
دهستان الوند نام دهستانی در بخش مرکزی شهرستان خرمدره، استان زنجان در ایران است. براساس سرشماری مرکز آمار ایران در سال ۱۳۸۵، جمعیت آن ۸۷۳ نفر (۱۸۸ خانوار) بوده‌است.الوند دو پرورش ماهی دارد